# 南洲大桥
南洲大桥横跨漓江，位于广西桂林市北郊大河乡境内，虞山桥上游2.9公里处，整座桥梁于2007年11月建成通车。
南洲大桥东岸连接桂林高新技术开发区和尧山风景区，西岸贯通桂（桂林）柳（柳州）、桂（桂林）黄（全州县黄沙河）高速公路及八里街经济开发区、桃花江旅游度假区。

## 印象

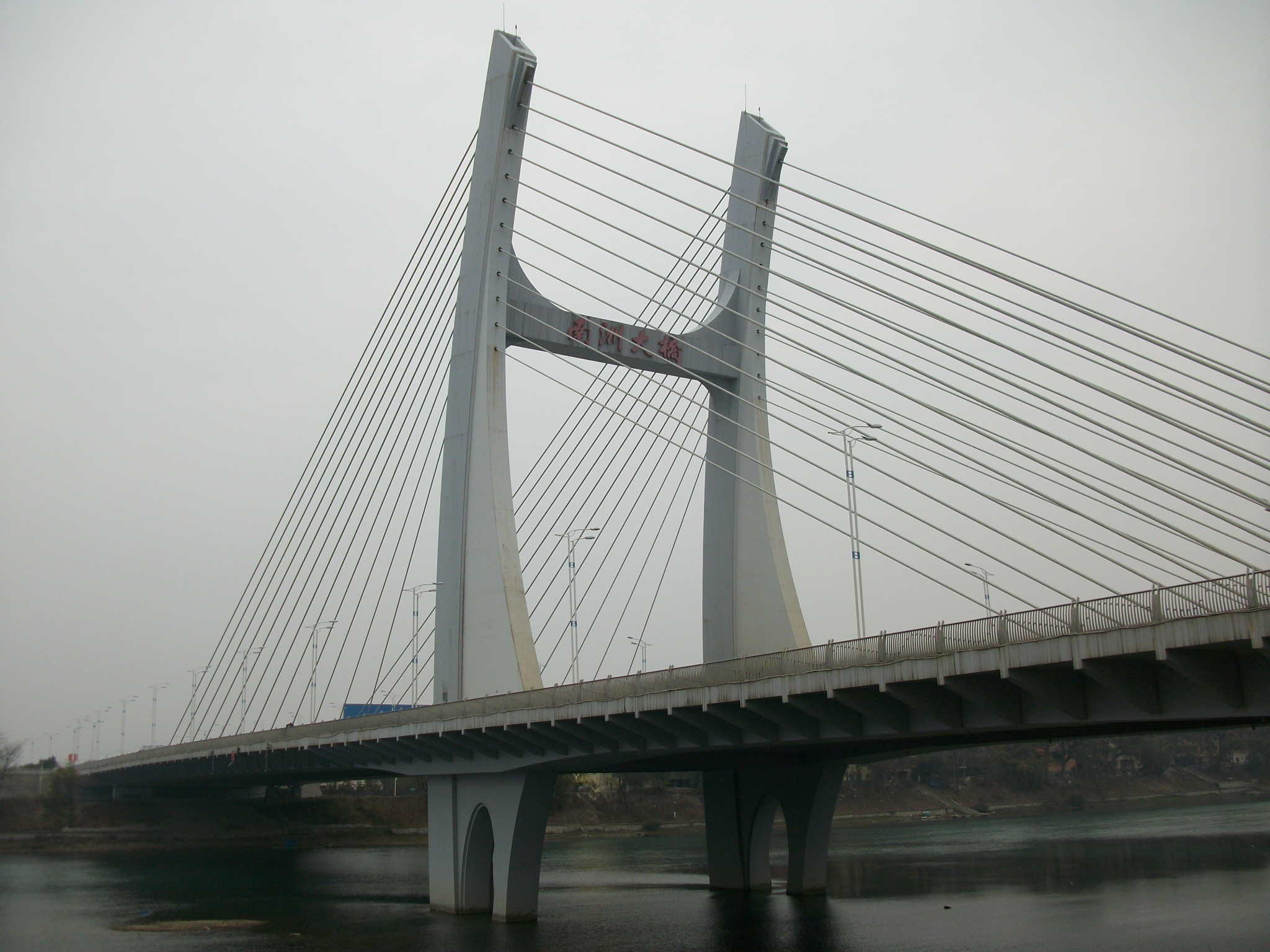
南洲大桥

根据官方介绍，南洲大桥位置在东岸介于大河乡与下梁江之间，西岸位于蔡家渡口处，全长1120米，主桥长320米，宽45米；两端引道长800米，匝道2 X 350米；连接的滨江路建设长455米。

### 特点
据介绍桥与周围景致结合，大桥溶入景观。

## 历史
2003年4月，经过三年酝酿，《南洲大桥建设工程可行性报告》在广西南宁通过了专家组评估。
2003年6月左右，市政府在全国范围内征集桥型方案，并请桥梁专家进行论证，年底最终选定该桥桥型为曲线独塔双索面对称斜拉桥。
2004年1月开始动工，工程还包括照明、绿化、环保等单项工程的建设。
2005年6月25日，整个工程量的三分之一已完成，这个汛期指挥部组织制定了《漓江南洲大桥工程建设防洪抢险预案》，在其前已经经历了9场洪水的考验。

### 建设难度
建桥位置处于岩溶地区，在桩基部分的施工难度非常大。
据施工单位叙述：整座大桥需要打下桩径为1.5米的基础桩90根，大概总长达到了4770米，最深的一根桩甚至超过80米，比另一座跨漓江的解放桥桥梁桩(40米)还要深20米左右。
每根桩基本上穿过两三个溶洞，多的竟达五、六个。打桩时经常碰上尖嘴角岩、半边岩阻碍，也经常出现卡钻、掉锤、钢护筒被挤扁的情况。

### 建设者
项目业主单位为桂林市城市建设开发总公司，设计单位为同济大学桥梁设计院，施工单位为中铁大桥局集团有限公司。

### 经费
官方称工程概算投资2.83亿元（由于夜景灯光工程和环境景观工程复杂未算入）。

## 意义
漓江南洲大桥是在建（2005年）的东二环路工程的重要组成部分，广西壮族自治区及桂林市2004年度重点工程建设项目之一，是在漓江上架设的第五座大桥。
大桥建成后，南北过境的车辆可不用再进入桂林市区，可疏解城市中心区的交通压力，也很大程度上净化市区内的空气，进一步完善城市交通网络、优化城市格局，提高桂林旅游城市的品位。